# Горни-Дамяновци
Горни-Дамяновци (болг. Горни Дамяновци) — село в Болгарии. Находится в Габровской области, входит в общину Трявна. Население составляет 8 человек.

## Политическая ситуация
Горни-Дамяновци подчиняется непосредственно общине и не имеет своего кмета.
Кмет (мэр) общины Трявна — Драгомир Иванов Николов (независимый) по результатам выборов.